# نرمین‌لی
نرمین‌لی (به لاتین: Nərminli، پیش‌تر نمیرلی Nəmirli) منطقه‌ای مسکونی در جمهوری آذربایجان است که در شهرستان یولاخ واقع شده است.